# Список астероїдів (2501—2600)
| Назва                              | Тимчасове позначення | Дата відкриття    | Місце відкриття                            | Відкривач                    |
| ---------------------------------- | -------------------- | ----------------- | ------------------------------------------ | ---------------------------- |
| 2501 Лох'я (Lohja)                 | 1942 GD              | 14 квітня 1942    | Турку                                      | Люсі Отерма                  |
| 2502 Нуммела (Nummela)             | 1943 EO              | 3 березня 1943    | Турку                                      | Ірйо Вяйсяля                 |
| 2503 Ляонін (Liaoning)             | 1965 UB1             | 16 жовтня 1965    | Обсерваторія Цзицзіньшань                  | Обсерваторія Червона Гора    |
| 2504 Ґавіола (Gaviola)             | 1967 JO              | 6 травня 1967     | Астрономічний комплекс Ель-Леонсіто        | Карлос Сеско, А. Р. Клемола  |
| 2505 Хебей (Hebei)                 | 1975 UJ              | 31 жовтня 1975    | Обсерваторія Цзицзіньшань                  | Обсерваторія Червона Гора    |
| 2506 Пирогов (Pirogov)             | 1976 QG1             | 26 серпня 1976    | КрАО                                       | Черних Микола Степанович     |
| 2507 Бобоне (Bobone)               | 1976 WB1             | 18 листопада 1976 | Астрономічний комплекс Ель-Леонсіто        | Обсерваторія Фелікса Аґілара |
| 2508 Алупка (Alupka)               | 1977 ET1             | 13 березня 1977   | КрАО                                       | Черних Микола Степанович     |
| 2509 Чукотка (Chukotka)            | 1977 NG              | 14 липня 1977     | КрАО                                       | Черних Микола Степанович     |
| 2510 Шаньдун (Shandong)            | 1979 TH              | 10 жовтня 1979    | Обсерваторія Цзицзіньшань                  | Обсерваторія Червона Гора    |
| 2511 Паттерсон (Patterson)         | 1980 LM              | 11 червня 1980    | Паломарська обсерваторія                   | Керолін Шумейкер             |
| 2512 Тавастія (Tavastia)           | 1940 GG              | 3 квітня 1940     | Турку                                      | Ірйо Вяйсяля                 |
| 2513 Бетсле (Baetsle)              | 1950 SH              | 19 вересня 1950   | Королівська обсерваторія Бельгії           | Сильвен Арен                 |
| 2514 Тайюань (Taiyuan)             | 1964 TA1             | 8 жовтня 1964     | Обсерваторія Цзицзіньшань                  | Обсерваторія Червона Гора    |
| 2515 Ґансу (Gansu)                 | 1964 TX1             | 9 жовтня 1964     | Обсерваторія Цзицзіньшань                  | Обсерваторія Червона Гора    |
| 2516 Роман (Roman)                 | 1964 VY              | 6 листопада 1964  | Обсерваторія Ґете Лінка                    | Університет Індіани          |
| 2517 Орма (Orma)                   | 1968 SB              | 28 вересня 1968   | Ціммервальдська обсерваторія               | Пауль Вільд                  |
| 2518 Рутллант (Rutllant)           | 1974 FG              | 22 березня 1974   | Астрономічна станція Серро Ель Робле       | Карлос Торрес                |
| 2519 Аннаґерман (Annagerman)       | 1975 VD2             | 2 листопада 1975  | КрАО                                       | Смирнова Тамара Михайлівна   |
| 2520 Новоросійськ (Novorossijsk)   | 1976 QF1             | 26 серпня 1976    | КрАО                                       | Черних Микола Степанович     |
| 2521 Хайді (Heidi)                 | 1979 DK              | 28 лютого 1979    | Ціммервальдська обсерваторія               | Пауль Вільд                  |
| 2522 Триглав (Triglav)             | 1980 PP              | 6 серпня 1980     | Обсерваторія Клеть                         | Зденька Ваврова              |
| 2523 Риба (Ryba)                   | 1980 PV              | 6 серпня 1980     | Обсерваторія Клеть                         | Зденька Ваврова              |
| 2524 Будовісіум (Budovicium)       | 1981 QB1             | 28 серпня 1981    | Обсерваторія Клеть                         | Зденька Ваврова              |
| 2525 О'Стін (O'Steen)              | 1981 VG              | 2 листопада 1981  | Станція Андерсон-Меса                      | Браян Скіфф                  |
| 2526 Алісарі (Alisary)             | 1979 KX              | 19 травня 1979    | Обсерваторія Ла-Сілья                      | Річард Вест                  |
| 2527 Ґреґорі (Gregory)             | 1981 RE              | 3 вересня 1981    | Станція Андерсон-Меса                      | Норман Томас                 |
| 2528 Мьолер (Mohler)               | 1953 TF1             | 8 жовтня 1953     | Обсерваторія Ґете Лінка                    | Університет Індіани          |
| 2529 Роквел Кент (Rockwell Kent)   | 1977 QL2             | 21 серпня 1977    | КрАО                                       | Черних Микола Степанович     |
| 2530 Шипка (Shipka)                | 1978 NC3             | 9 липня 1978      | КрАО                                       | Черних Людмила Іванівна      |
| 2531 Кембридж (Cambridge)          | 1980 LD              | 11 червня 1980    | Станція Андерсон-Меса                      | Едвард Бовелл                |
| 2532 Саттон (Sutton)               | 1980 TU5             | 9 жовтня 1980     | Паломарська обсерваторія                   | Керолін Шумейкер             |
| 2533 Фечтіґ (Fechtig)              | A905 VA              | 3 листопада 1905  | Обсерваторія Гейдельберг-Кеніґштуль        | Макс Вольф                   |
| 2534 Узо (Houzeau)                 | 1931 VD              | 2 листопада 1931  | Королівська обсерваторія Бельгії           | Ежен Жозеф Дельпорт          |
| 2535 Гяменлінна (Hameenlinna)      | 1939 DH              | 17 лютого 1939    | Турку                                      | Ірйо Вяйсяля                 |
| 2536 Козирєв (Kozyrev)             | 1939 PJ              | 15 серпня 1939    | Сімеїз                                     | Неуймін Григорій Миколайович |
| 2537 Ґілмор (Gilmore)              | 1951 RL              | 4 вересня 1951    | Обсерваторія Гейдельберг-Кеніґштуль        | К. В. Райнмут                |
| 2538 Вандерлінден (Vanderlinden)   | 1954 UD              | 30 жовтня 1954    | Королівська обсерваторія Бельгії           | Сильвен Арен                 |
| 2539 Нінся (Ningxia)               | 1964 TS2             | 8 жовтня 1964     | Обсерваторія Цзицзіньшань                  | Обсерваторія Червона Гора    |
| 2540 Блок (Blok)                   | 1971 TH2             | 13 жовтня 1971    | КрАО                                       | Черних Людмила Іванівна      |
| 2541 Едебоно (Edebono)             | 1973 DE              | 27 лютого 1973    | Гамбурзька обсерваторія                    | Любош Когоутек               |
| 2542 Кальпурнія (Calpurnia)        | 1980 CF              | 11 лютого 1980    | Станція Андерсон-Меса                      | Едвард Бовелл                |
| 2543 Мачадо (Machado)              | 1980 LJ              | 1 червня 1980     | Обсерваторія Ла-Сілья                      | Анрі Дебеонь                 |
| 2544 Губарєв (Gubarev)             | 1980 PS              | 6 серпня 1980     | Обсерваторія Клеть                         | Зденька Ваврова              |
| 2545 Вербіст (Verbiest)            | 1933 BB              | 26 січня 1933     | Королівська обсерваторія Бельгії           | Ежен Жозеф Дельпорт          |
| 2546 Лібітіна (Libitina)           | 1950 FC              | 23 березня 1950   | Республіканська обсерваторія Йоганнесбурга | Ернест Джонсон               |
| 2547 Хубей (Hubei)                 | 1964 TC2             | 9 жовтня 1964     | Обсерваторія Цзицзіньшань                  | Обсерваторія Червона Гора    |
| 2548 Лелуар (Leloir)               | 1975 DA              | 16 лютого 1975    | Астрономічний комплекс Ель-Леонсіто        | Обсерваторія Фелікса Аґілара |
| 2549 Бейкер (Baker)                | 1976 UB              | 23 жовтня 1976    | Гарвардська обсерваторія                   | Гарвардська обсерваторія     |
| 2550 Усай (Houssay)                | 1976 UP20            | 21 жовтня 1976    | Астрономічний комплекс Ель-Леонсіто        | Обсерваторія Фелікса Аґілара |
| 2551 Декабрина (Decabrina)         | 1976 YX1             | 16 грудня 1976    | КрАО                                       | Черних Людмила Іванівна      |
| 2552 Ремек (Remek)                 | 1978 SP              | 24 вересня 1978   | Обсерваторія Клеть                         | Антонін Мркос                |
| 2553 Вільєв (Viljev)               | 1979 FS2             | 29 березня 1979   | КрАО                                       | Черних Микола Степанович     |
| 2554 Скіфф (Skiff)                 | 1980 OB              | 17 липня 1980     | Станція Андерсон-Меса                      | Едвард Бовелл                |
| 2555 Томас (Thomas)                | 1980 OC              | 17 липня 1980     | Станція Андерсон-Меса                      | Едвард Бовелл                |
| 2556 Луїз (Louise)                 | 1981 CS              | 8 лютого 1981     | Станція Андерсон-Меса                      | Норман Томас                 |
| 2557 Патнем (Putnam)               | 1981 SL1             | 26 вересня 1981   | Станція Андерсон-Меса                      | Браян Скіфф, Норман Томас    |
| 2558 Вів (Viv)                     | 1981 SP1             | 26 вересня 1981   | Станція Андерсон-Меса                      | Норман Томас                 |
| 2559 Свобода (Svoboda)             | 1981 UH              | 23 жовтня 1981    | Обсерваторія Клеть                         | Антонін Мркос                |
| 2560 Сіґма (Siegma)                | 1932 CW              | 14 лютого 1932    | Обсерваторія Гейдельберг-Кеніґштуль        | К. В. Райнмут                |
| 2561 Марґолін (Margolin)           | 1969 TK2             | 8 жовтня 1969     | КрАО                                       | Черних Людмила Іванівна      |
| 2562 Шаляпін (Chaliapin)           | 1973 FF1             | 27 березня 1973   | КрАО                                       | Журавльова Людмила Василівна |
| 2563 Боярчук (Boyarchuk)           | 1977 FZ              | 22 березня 1977   | КрАО                                       | Черних Микола Степанович     |
| 2564 Каяла (Kayala)                | 1977 QX              | 19 серпня 1977    | КрАО                                       | Черних Микола Степанович     |
| 2565 Ґреґлер (Grogler)             | 1977 TB1             | 12 жовтня 1977    | Ціммервальдська обсерваторія               | Пауль Вільд                  |
| 2566 Киргизія (Kirghizia)          | 1979 FR2             | 29 березня 1979   | КрАО                                       | Черних Микола Степанович     |
| 2567 Ельба (Elba)                  | 1979 KA              | 19 травня 1979    | Обсерваторія Ла-Сілья                      | Оскар Пізарро, Ґвідо Пізарро |
| 2568 Максутов (Maksutov)           | 1980 GH              | 13 квітня 1980    | Обсерваторія Клеть                         | Зденька Ваврова              |
| 2569 Мейделін (Madeline)           | 1980 MA              | 18 червня 1980    | Станція Андерсон-Меса                      | Едвард Бовелл                |
| 2570 Порфиро (Porphyro)            | 1980 PG              | 6 серпня 1980     | Станція Андерсон-Меса                      | Едвард Бовелл                |
| 2571 Ґейсей (Geisei)               | 1981 UC              | 23 жовтня 1981    | Обсерваторія Ґейсей                        | Тсутому Секі                 |
| 2572 Анншнелл (Annschnell)         | 1950 DL              | 17 лютого 1950    | Обсерваторія Гейдельберг-Кеніґштуль        | К. В. Райнмут                |
| 2573 Ганну Олаві (Hannu Olavi)     | 1953 EN              | 10 березня 1953   | Турку                                      | Гейккі Алікоскі              |
| 2574 Ладога (Ladoga)               | 1968 UP              | 22 жовтня 1968    | КрАО                                       | Смирнова Тамара Михайлівна   |
| 2575 Болгарія (Bulgaria)           | 1970 PL              | 4 серпня 1970     | КрАО                                       | Смирнова Тамара Михайлівна   |
| 2576 Єсенін (Yesenin)              | 1974 QL              | 17 серпня 1974    | КрАО                                       | Журавльова Людмила Василівна |
| 2577 Литва (Litva)                 | 1975 EE3             | 12 березня 1975   | КрАО                                       | Черних Микола Степанович     |
| 2578 Сент-Екзюпері (Saint-Exupery) | 1975 VW3             | 2 листопада 1975  | КрАО                                       | Смирнова Тамара Михайлівна   |
| 2579 Спартак (Spartacus)           | 1977 PA2             | 14 серпня 1977    | КрАО                                       | Черних Микола Степанович     |
| 2580 Смілевська (Smilevskia)       | 1977 QP4             | 18 серпня 1977    | КрАО                                       | Черних Микола Степанович     |
| 2581 Радегаст (Radegast)           | 1980 VX              | 11 листопада 1980 | Обсерваторія Клеть                         | Зденька Ваврова              |
| 2582 Харімая-Басі (Harimaya-Bashi) | 1981 SA              | 26 вересня 1981   | Обсерваторія Ґейсей                        | Тсутому Секі                 |
| 2583 Фатьянов (Fatyanov)           | 1975 XA3             | 3 грудня 1975     | КрАО                                       | Смирнова Тамара Михайлівна   |
| 2584 Туркменія (Turkmenia)         | 1979 FG2             | 23 березня 1979   | КрАО                                       | Черних Микола Степанович     |
| 2585 Ірпедіна (Irpedina)           | 1979 OJ15            | 21 липня 1979     | КрАО                                       | Черних Микола Степанович     |
| 2586 Матсан (Matson)               | 1980 LO              | 11 червня 1980    | Паломарська обсерваторія                   | Керолін Шумейкер             |
| 2587 Гарднер (Gardner)             | 1980 OH              | 17 липня 1980     | Станція Андерсон-Меса                      | Едвард Бовелл                |
| 2588 Флавія (Flavia)               | 1981 VQ              | 2 листопада 1981  | Станція Андерсон-Меса                      | Браян Скіфф                  |
| 2589 Денієл (Daniel)               | 1979 QU2             | 22 серпня 1979    | Обсерваторія Ла-Сілья                      | Клаес-Інґвар Лаґерквіст      |
| 2590 Моран (Mourao)                | 1980 KJ              | 22 травня 1980    | Обсерваторія Ла-Сілья                      | Анрі Дебеонь                 |
| 2591 Дворецький (Dworetsky)        | 1949 PS              | 2 серпня 1949     | Обсерваторія Гейдельберг-Кеніґштуль        | К. В. Райнмут                |
| 2592 Хунань (Hunan)                | 1966 BW              | 30 січня 1966     | Обсерваторія Цзицзіньшань                  | Обсерваторія Червона Гора    |
| 2593 Бурятія (Buryatia)            | 1976 GB8             | 2 квітня 1976     | КрАО                                       | Черних Микола Степанович     |
| 2594 Acamas                        | 1978 TB              | 4 жовтня 1978     | Паломарська обсерваторія                   | Чарльз Коваль                |
| 2595 Ґудіашвілі (Gudiachvili)      | 1979 KL              | 19 травня 1979    | Обсерваторія Ла-Сілья                      | Річард Вест                  |
| 2596 Вайну Баппу (Vainu Bappu)     | 1979 KN              | 19 травня 1979    | Обсерваторія Ла-Сілья                      | Річард Вест                  |
| 2597 Артур (Arthur)                | 1980 PN              | 8 серпня 1980     | Станція Андерсон-Меса                      | Едвард Бовелл                |
| 2598 Merlin                        | 1980 RY              | 7 вересня 1980    | Станція Андерсон-Меса                      | Едвард Бовелл                |
| 2599 Веселі (Veseli)               | 1980 SO              | 29 вересня 1980   | Обсерваторія Клеть                         | Зденька Ваврова              |
| 2600 Лумме (Lumme)                 | 1980 VP              | 9 листопада 1980  | Станція Андерсон-Меса                      | Едвард Бовелл                |

| Астероїди 1—10000 → |           |           |           |           |           |           |           |           |            |
| 1—100               | 1001—1100 | 2001—2100 | 3001—3100 | 4001—4100 | 5001—5100 | 6001—6100 | 7001—7100 | 8001—8100 | 9001—9100  |
| 101—200             | 1101—1200 | 2101—2200 | 3101—3200 | 4101—4200 | 5101—5200 | 6101—6200 | 7101—7200 | 8101—8200 | 9101—9200  |
| 201—300             | 1201—1300 | 2201—2300 | 3201—3300 | 4201—4300 | 5201—5300 | 6201—6300 | 7201—7300 | 8201—8300 | 9201—9300  |
| 301—400             | 1301—1400 | 2301—2400 | 3301—3400 | 4301—4400 | 5301—5400 | 6301—6400 | 7301—7400 | 8301—8400 | 9301—9400  |
| 401—500             | 1401—1500 | 2401—2500 | 3401—3500 | 4401—4500 | 5401—5500 | 6401—6500 | 7401—7500 | 8401—8500 | 9401—9500  |
| 501—600             | 1501—1600 | 2501—2600 | 3501—3600 | 4501—4600 | 5501—5600 | 6501—6600 | 7501—7600 | 8501—8600 | 9501—9600  |
| 601—700             | 1601—1700 | 2601—2700 | 3601—3700 | 4601—4700 | 5601—5700 | 6601—6700 | 7601—7700 | 8601—8700 | 9601—9700  |
| 701—800             | 1701—1800 | 2701—2800 | 3701—3800 | 4701—4800 | 5701—5800 | 6701—6800 | 7701—7800 | 8701—8800 | 9701—9800  |
| 801—900             | 1801—1900 | 2801—2900 | 3801—3900 | 4801—4900 | 5801—5900 | 6801—6900 | 7801—7900 | 8801—8900 | 9801—9900  |
| 901—1000            | 1901—2000 | 2901—3000 | 3901—4000 | 4901—5000 | 5901—6000 | 6901—7000 | 7901—8000 | 8901—9000 | 9901—10000 |